# Palmwedel
Ein Palmwedel oder Palmblatt ist das Blatt der Palmengewächse.

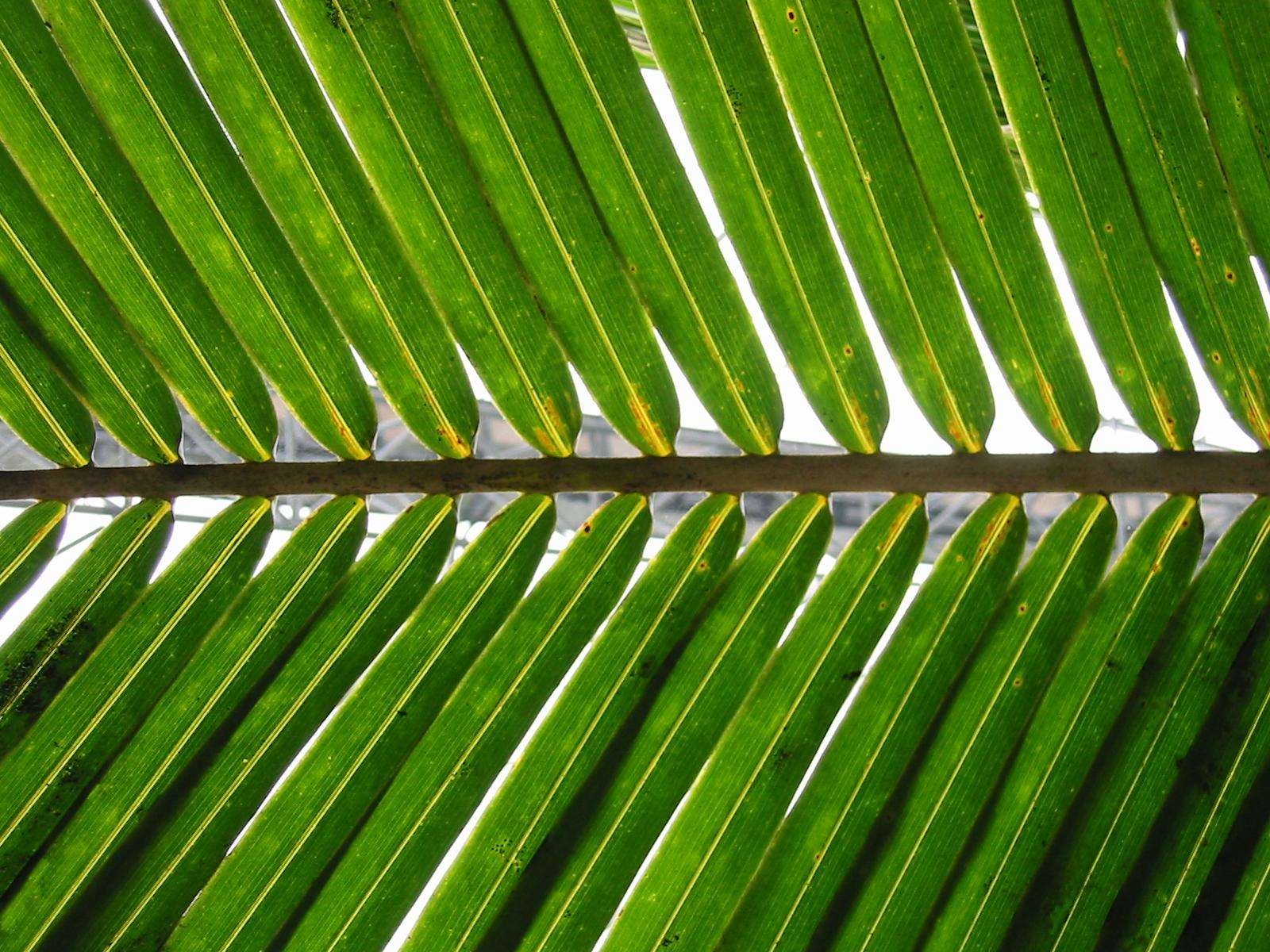
Nahaufnahme eines Palmwedels

Palmette

## Botanik
Die Blätter der Palmen sind entweder fächerförmig (Fächerpalmen) oder fiederförmig (Fiederpalmen) geteilt. Selten kommen auch ungeteilte oder nur an der Spitze zweispaltige Blätter vor. Die sehr großen Blätter der Palmengewächse können bei der Schattenpalme 4 m Durchmesser und bei Rapharia-Arten bis zu 20 m Länge erreichen. Letztere besitzen weltweit die längsten Blätter.

## Nutzung

### Handwerk
Flechtkunst
Aus Palmblättern wurden und werden zahlreiche Gebrauchsgegenstände der Flechtkunst wie Matten, Taschen, Körbe, Seile, Kopfbedeckungen und anderes hergestellt; aus den Rippen der Palmblätter konnten auch leichte Möbel gefertigt werden.
Baustoff
Palmwedel dienen im Verbreitungsgebiet der Palmengewächse (Tropen und Subtropen) als Baustoff, wegen ihrer Wasser abweisenden Oberfläche vornehmlich zur Bedachung von Häusern und Hütten. Zum Schutz gegen Sturm werden sie manchmal mit Steinen oder mit Erde beschwert. (Siehe hierzu Palmengewächse#Baumaterialien.)
Palmenpapier
Palmblätter gehören im indischen Kulturraum seit jeher zu den bedeutendsten Beschreibstoffen (vgl. auch Palmblattmanuskript). Als Manuskriptblätter wurden sie als schmale Streifen von 6 bis 7 cm Höhe auf 30 bis 40 cm oder sogar bis 70 cm Länge zurechtgeschnitten, mittig mit einem oder mehreren Löchern versehen und lose auf eine Schnur gereiht, mit der der so entstandene Block dann kunstvoll umwickelt und verschnürt wurde. Diese Manuskripte werden als Palmblattmanuskripte, der Beschreibstoff als Palmenpapier bezeichnet.
Fächer
Fächer waren ursprünglich in der Regel Palmblattprodukte.
Sonstiges
Darüber hinaus hat man das Palmblatt als umweltfreundlichen Rohstoff für Einweggeschirr entdeckt und fertigt aus abgeworfenen Blättern der Nusspalme Schüsseln, Schalen und Teller.

### Nahrungsmittel etc.
Palmenkohl
Aus den jungen, unentwickelten Palmblättern, besonders von Arenga saccharifera, Cocos nucifera, Euterpe oleracea und Maximiliana regia, wird in den Tropen ein als Palmenkohl bezeichnetes Gemüse zubereitet.
Viehfutter
Die lang- und hartfaserigen Blätter der Palme können auch als Viehfutter verwendet werden. Erste Erfahrungen hierzu wurden mit Ölpalmenwedeln in Versuchseinrichtungen in Malaysia erprobt. Die Palmblätter, die normalerweise als Gründünger auf den Plantagen verbleiben, werden gesammelt und in einer Fabrik gehäckselt, zerfasert, gepresst, getrocknet und pelletiert. Die gewonnenen Pellets eignen sich für den Einsatz in der Ernährung von Wiederkäuern (Rind, Schaf, Ziege).
Biobrennstoff
Bereits seit Jahrtausenden werden vertrocknete Palmwedel als Brennmaterial genutzt. Zerkleinerte Palmwedel, wie auch die genau wie unter der Rubrik „Viehfutter“ beschriebenen daraus hergestellten Pellets, eignen sich für die Verwendung als biogener Brennstoff. Erste Bioenergieprojekte in Malaysia und Indonesien, die u. a. Ölpalmenwedel als Rohstoff nutzen, befinden sich gerade in der Anlaufphase.

## Religiöse Symbolik

### Frühgeschichte und Antike

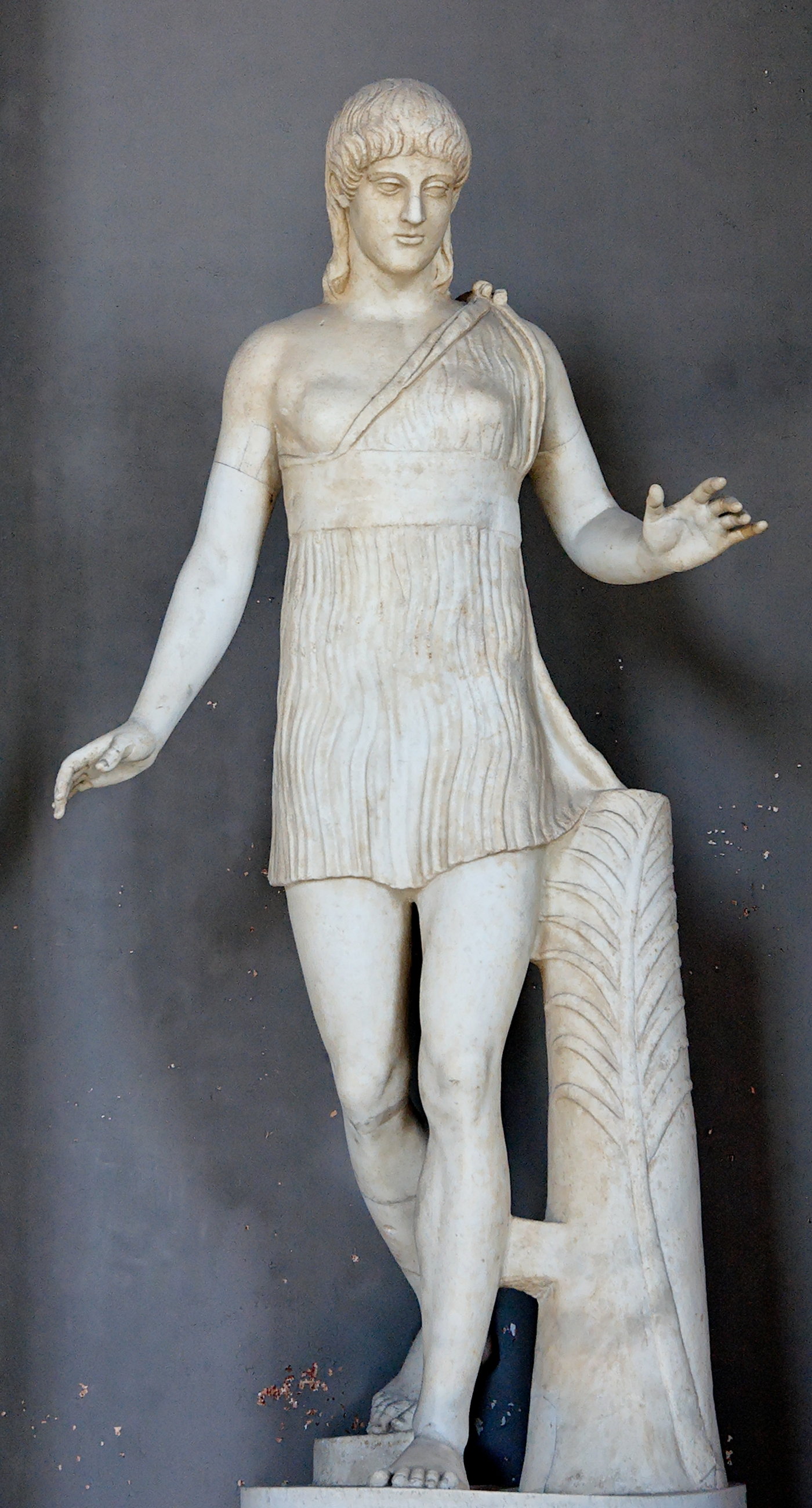
Mädchenstatue mit Siegespalme (Vatikanische Museen)

Die Dattelpalme und der Palmwedel zählen (gemeinsam mit der Getreideähre) zu den ältesten bekannten Pflanzensymbolen der Menschheit. Die (Dattel-)Palme war bereits den Sumerern im Zweistromland das Zeichen des jährlich zu Neujahr begangenen Hochzeitsfestes der Götter Ea (weibliches Prinzip) und Nirhusag (männliches Prinzip). Palmen und Palmblätter finden sich auf sumerischen Stelen, Siegeln und Tempelruinen. Das symbolische Motiv der Palme mit ihren Blattwedeln als Baum wurde von den Assyrern übernommen zur Palmette weiterentwickelten.
In der ägyptischen Kunst haben die Palme und der Palmwedel eine weniger ausgeprägte Bedeutung in der Symbolik. Die ägyptische Göttin Renpet (Renpet = Jahr), die Göttin der Ewigkeit und der Jugend, wird als Frau mit einem Palmzweig über dem Kopf dargestellt.
In der Architektur finden sie sich als Kapitell der Palmensäule, das aus zusammengebundenen, steil hochragenden und sich oben leicht nach außen neigenden Palmwedeln gebildet wird.
Das palmenblattförmige Ornament Palmette fand in der bildenden Kunst der griechischen Antike vermutlich seit dem 7. Jahrhundert v. Chr. Eingang. Die griechische Siegesgöttin Nike und die ihr entsprechende römische Siegesgöttin Victoria finden sich – meist geflügelt – als jugendliche Frau mit den Attributen Siegeskranz und Palmzweig (Symbol für Frieden), manchmal auch mit Trophäen. (Auch die Darstellung als schwebende Figur über Zwei- oder Vierspännern – Biga oder Quadriga – war üblich.) Die Darstellung mit Kranz und Blatt ist auch für den von diesen Gottheiten abgeleiteten Friedensengel auf Siegessäulen üblich.
Die Palme war hier Apollon geweiht. Die Dattelpalme, griechisch „phoenix“, ist dabei sprachlich nächst verwandt mit dem Vogel Phoenix, der wie die Palme ein Symbol der Auferstehung war. Über die römische Kultur fand die Palme und der Palmwedel Eingang in die christliche Symbolik. Auch in der römischen Kultur blieb das Palmblatt ein Zeichen des Sieges, des Triumphes und der Freude

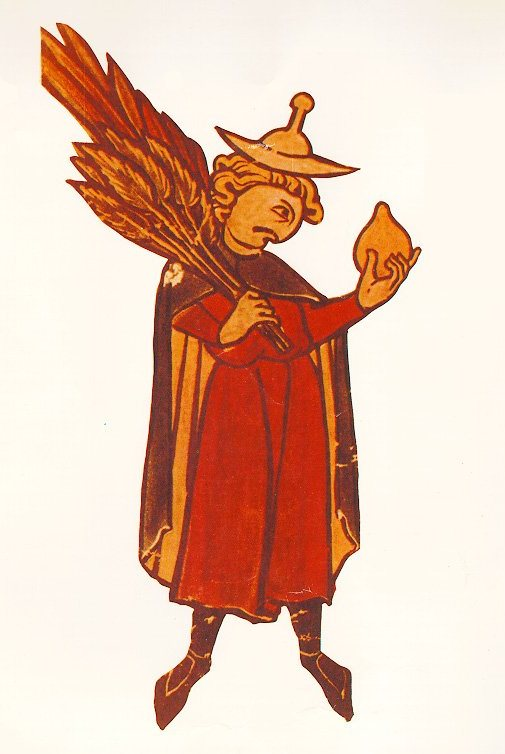
Sukkot. Mittelalterlicher jüdischer Kalender

### Judentum
Aus den Palmwedeln der Dattelpalme, die auf dem Sinai sehr verbreitet ist, errichteten die Israeliten beim Auszug aus Ägypten provisorische Hütten, sogenannte „Sukkot“ (Lev 23,43 ). Im Gedenken daran wird das sieben- bzw. achttägige Laubhüttenfest oder Sukkot mit Zitrusfrüchten (Etrog), Palmblättern (Lulav), Zweigen der Myrthe (Hadas) und der Bachweide (Arawa) gefeiert.
Im Judentum gilt der Palmwedel auch als ein Zeichen der Unabhängigkeit Israels (seit der Zurückeroberung des jüdischen Tempels durch Judas Makkabäus im Makkabäerkrieg; 2 Makk 10,7 ).

### Christentum

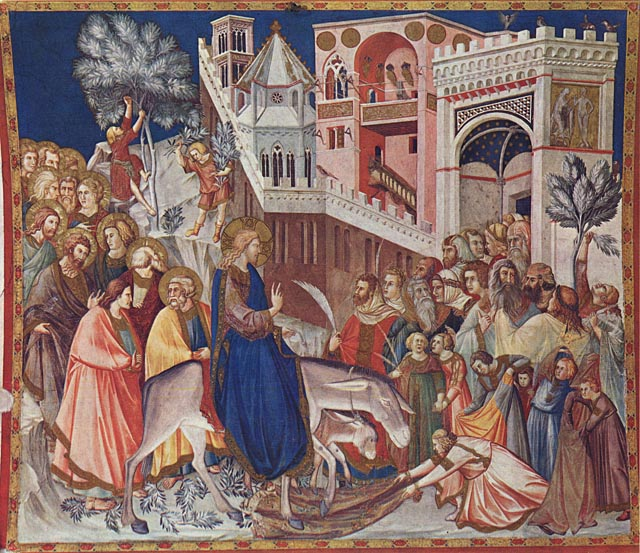
Pietro Lorenzetti Einzug in Jerusalem

Beim Einzug in Jerusalem wurde Jesus Christus vom Volk mit Palmwedeln begrüßt, einem antiken Zeichen des Sieges (Mt 21,8 ). In Erinnerung daran werden zu Beginn der Heiligen Woche bei der Palmprozession in der katholischen Kirche Palmstöcke, Palmbuschen, Palmbesen -stangen oder einzelne Zweige gesegnet und von den Teilnehmern getragen. Von diesem Brauch hat der Sonntag seine Bezeichnung (Dominica in palmis, Palmsonntag).
Mit dem Attribut der Märtyrerpalme wird in der christlichen Ikonographie ein Heiliger kenntlich gemacht, so Laurentius oder Stephanus.
Der Palmwedel gilt darüber hinaus auch als Symbol des ewigen Lebens. Daher findet er sich häufig – einzeln oder aber mit zwei gekreuzten Wedeln – auf Todesanzeigen, Trauerschleifen und Grabsteinen.
Einen besonderen Stellenwert erhielten die Palme und der Palmwedel in der byzantinischen Kunst, wo sie reichlich auf Kapitellen, in Buchillustrationen und Skulpturen zu finden sind. Auch in der Romanik Mittel- und Südeuropas ist der Palmwedel, vor allem auf Kapitellen ein beliebtes Symbol. In der Gotik weniger häufig zu finden, wurde das Symbol in der Renaissance- und Barockzeit neu belebt und findet sich im sakralen Raum dieser Epochen äußerst zahlreich.

## Heraldik
In der Heraldik ist der Palmwedel eine gemeine Figur. Darstellungen finden sich zum Beispiel bei folgenden Wappen:

### Staatswappen
- als Helmzier des Wappens der Bahamas, zusammen mit einer Muschel[17]
- unterhalb des Wappenschildes der Kapverden als Siegeszeichen[18]
- im Wappen (Siegel) von Paraguay, wo es mit einem Ölzweig für Frieden und Ehre steht[19]
- unterhalb des Wappenschildes von Somalia[20]

Wappen der Bahamas
Wappen von Kap Verde
Wappen von Paraguay
Wappen von Somalia

### Wappen von Gliedstaaten und Regionen
Im Vollwappen des Kantons Zürich mit den beiden „Zürileuen“ (Zürcher Löwen) als Schildhalter, die ein Schwert als Symbol des Krieges und der Staatsgewalt und einen Palmwedel als Symbol des Friedens tragen (nicht so beim Stadtwappen); siehe Artikel Wappen des Kantons und der Stadt Zürich

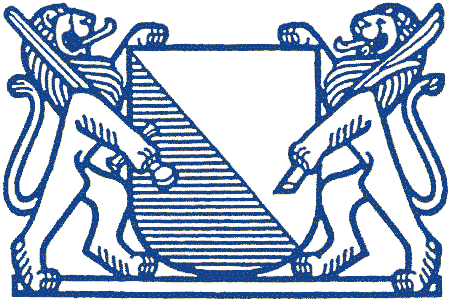
Wappen des Kantons Zürich

### Ortswappen
- im Wappen der Gemeinde Fügenberg (Tirol) als Attribut des hl. Pankratius[22]
- im Wappen der Gemeinde Karbach (Hunsrück) als Attribut des Schutzpatrons des Ortes, des hl. Quintin
- im Wappen von Landser im Elsass ein Palmbaum mit Wurzelwerk und sechs „Nüssen“
- in der Umrahmung des Wappens der Stadt Miesbach (Oberbayern), zusammen mit einem Lorbeerzweig[23]
- im Wappen des Wormser Stadtteils Neuhausen als Attribut des Schutzpatrons der Stadt und der Kirche, des hl. Cyriacus
- im Wappen der Gemeinde Pfarrwerfen im Salzburger Land als Attribut des hl. Cyriacus, gekreuzt mit einem roten Schwert
- im Wappen der Gemeinde St. Lorenzen (Südtirol) als Attribut des hl. Laurentius[24]
- im Wappen der Ortsgemeinde Strotzbüsch (Landkreis Vulkaneifel) als Attribut des Stadtpatrons, des hl. Vinzenz von Valencia[25]
- im Wappen von Vilchband (Main-Tauber-Kreis) als Attribut der hl. Regiswindis

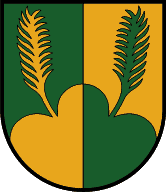
Wappen von Fügenberg (Tirol)
Wappen von Karbach (Hunsrück) mit dem hl. Quintin
Wappen von Miesbach (Oberbayern)
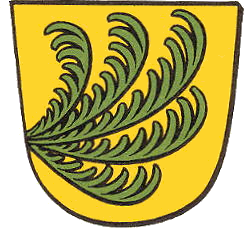
Wappen von Neuhausen (Worms) mit der Märtyrerpalme des hl. Cyriakus
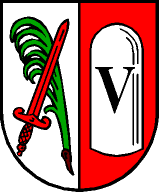
Wappen von Pfarrwerfen
Wappen von Strotzbüsch
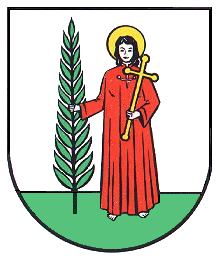
Ortswappen von Vilchband mit der hl. Regiswindis
Wappen von Nordheim am Main mit den Attributen des hl. Laurentius, siehe auch Laurentius von Rom (Heraldik)

### Weitere Wappen
Neben dem Wappenschild des Bischöflich Münsterschen Offizialats in Vechta zwei unten gekreuzte grüne Zweige, heraldisch rechts ein Lorbeer-, links ein Palmzweig.

Wappen des Bischöflich Münsterschen Offizialats